# Ron Graham
Ron Graham, (Aldershot, 17 de diciembre de 1926-Windsor, Nueva Gales del Sur; 2 de abril de 2020) fue un actor australiano conocido por sus participaciones en teatro.

## Carrera
En 1969 se unió al elenco de la serie Dynasty donde interpretó a John Mason hasta el final de la serie en 1971.
En 1997 apareció como invitado en la popular serie australiana Home and Away donde interpretó a Murray Watson, el padre de la doctora Kelly Watson (Katrina Hobbs).
Falleció a los noventa y tres años el 2 de abril de 2020 en Nueva Gales del Sur (Australia).

## Filmografía

### Series de televisión
| Año       | Título          | Personaje          | Notas        |
| --------- | --------------- | ------------------ | ------------ |
| 1997      | Home and Away   | Murray Watson      | 4 episodios  |
| 1994      | Heartbreak High | Detective Monaghan | 3 episodios  |
| 1969-1971 | Dynasty         | John Mason         | 24 episodios |

### Cine
| Año  | Título    | Personaje     | Notas |
| ---- | --------- | ------------- | --- |
| 2003 | BlackJack | Brian Kirsten | junto a Tony Barry, Matt Boesenberg, Tina Bursill, Jason Clarke, Kosta Doukas, Russell Dykstra, Gigi Edgley & David Field |

### Teatro
| Año         | Obra                                    | Personaje | Director (a)     | Teatro              | Notas                                                                 |
| ----------- | --------------------------------------- | --------- | ---------------- | ------------------- | --------------------------------------------------------------------- |
| 1998        | Blinded by the Sun                      | -         | Sandra Bates     | -                   | junto a Tina Bursill, Norman Kaye, Tammy MacIntosh & Andrew McFarlane |
| 1993        | Tourmaline                              | -         | Andrew Ross      | -                   | junto a Marcus Graham, Nicholas Papademetriou & Faith Clayton         |
| 1992        | The Sum of Us                           | -         | Adam Cook        | Wharf Theatre       | junto a Peter Phelps, Judi Farr & Walter Grkovic                      |
| 1988        | King Lear                               | -         | Gale Edwards     | -                   | junto a Geoff Morrell, John Howard, Deborah Kennedy & Geoffrey Rush   |
| 1987        | The Department                          | -         | Rodney Fisher    | York Theatre        | junto a Max Gillies, Geoff Morrell, Tracy Mann & Paul Williams        |
| 1987        | Magpie's Nest                           | -         | Peter Barclay    | Belvoir St. Theatre | junto a Bob Baines, Paul Gleeson & Tony Martin                        |
| 1987        | The Winter's Tale                       | -         | -                | York Theatre        | junto a Colin Friels, Robert Coleby & Nicholas Opolski                |
| 1986        | She Stoops To Conquer                   | -         | Michael Rodger   | York Theatre        | junto a Simon Burke, Ivar Kants, Barry Lovett & Deidre Rubenstein     |
| 1986        | Wild Honey                              | -         | Richard Cottrell | York Theatre        | junto a Liz Alexander, Ivar Kants & Barry Lovett                      |
| 1985        | Arms and the Man                        | -         | Richard Cottrell | -                   | junto a Zoe Bertram, Robert Coleby & Barry Lovett                     |
| 1983        | All My Sons                             | -         | Hayes Gordon     | -                   | junto a Tony Martin, Patricia Hill & Adam Willits                     |
| 1977 - 1980 | The Club                                | -         | John Bell        | Old Vic Theatre     | junto a Drew Forsythe, Ivar Kants, Ron Haddrick & Barry Lovett        |
| 1977        | Don't Piddle Against the Wind           | -         | John Tasker      | Jane St. Theatre    | junto a John Clayton, Noni Hazlehurst & Maggie Kirkpatrick            |
| 1977        | The Ripper Show (and How They Wrote It) | -         | Stanley Walsh    | Jane St. Theatre    | junto a Noni Hazlehurst, Maggie Kirkpatrick & Don Reid                |
| 1968        | Childermas                              | -         | John Clark       | -                   | junto a Peter Collingwood, Garry McDonald & John Krummel              |
| 1968        | King Lear                               | -         | Robin Lovejoy    | -                   | junto a Garry McDonald, Kirsty Child & Jennifer West                  |